# Stevan Sremac
Stevan Sremac (ur. 11 listopada 1855 w Sencie, zm. 13 sierpnia 1906 w Sokobanii) – serbski pisarz, autor powieści realistycznych, m.in. Ivkova slava (1895), Pop Cyryl i pop Spirydion (1898, wydanie polskie 1936).